# Jonas Normantas
Jonas Normantas war ein litauischer Fußballspieler. 

## Karriere
Jonas Normantas spielte in seiner Fußballkarriere mindestens von 1937 bis 1938 für den KSS Klaipėda, einem Verein der litauischen Minderheit in der ehemaligen deutschen Stadt Memel. Mit der Mannschaft wurde er zweimal Litauischer Meister.
Im Jahr 1937 absolvierte Vilimavičius vier Länderspiele für die Litauische Fußballnationalmannschaft. Er debütierte dabei am 8. Juli 1937 gegen Rumänien in Kaunas. Unter dem österreichischen Nationaltrainer Rudolf Stanzel nahm er im gleichen Jahr bei der Austragung des Baltic Cup teil.